# دان هيكس
دان هيكس (بالإنجليزية: Dan Hicks)‏ هو ممثل أمريكي، ولد في 19 يوليو 1951 في الولايات المتحدة.

## أعمال

### أفلام
- (1987) الشر المميت 2

## وصلات خارجية
- دان هيكس على موقع IMDb (الإنجليزية)
- دان هيكس على موقع روتن توميتوز (الإنجليزية)
- دان هيكس على موقع أول موفي (الإنجليزية)
- دان هيكس على موقع قاعدة بيانات الفيلم (الإنجليزية)